# Aan de wind

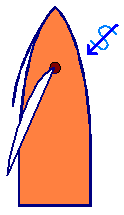
Aan de windse koers met zeil over bakboord

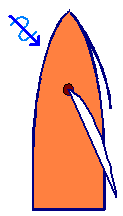
Aan de windse koers met zeil over stuurboord

Aan de wind is een term uit de zeilvaart, waarmee een koers wordt aangeduid waarbij de wind voorlijker dan dwars inkomt. De lengte-as van de zeilboot maakt dan met de windrichting een hoek tussen 45 en 90 graden. De boot zeilt 'aan de wind'.
Als het te bereiken doel 'in de wind' ligt, dat wil zeggen in de dode hoek, is het niet mogelijk het doel direct te bezeilen. Door zo ver mogelijk naar de wind toe te sturen (oploeven), wordt de koers naar het doel het best benaderd. Deze 'hoog aan de windse' koers kan goed gevaren worden met langsgetuigde schepen. Zij kunnen een hoek bereiken van circa 45 graden met de windrichting (hoek tussen lengte-as van het schip en de windrichting). Dwarsgetuigde schepen komen een stuk minder ver of hoog, afhankelijk van het type schip komen zij tot een hoogte van 60 à 70 graden. Door afwisselend een dergelijke koers over stuur- en bakboord te varen, kan toch een doel dat in de wind ligt, bereikt worden. De koersen vormen een zigzagpatroon, waarbij de volgende koers min of meer haaks staat op de vorige. Dit noemt men in de zeilsport 'opkruisen' of 'laveren'.
Hoog aan de wind varen is een onrustige koers om te varen; er staat veel kracht op het strakstaande zeil en vaak komt er veel buiswater de boot binnen. Door af te vallen (van de wind wegsturen en de zeilen wat vieren) tot iets hoger dan halve wind, vaart men 'bij de wind'.
Andere koersen ten opzichte van aan de wind zijn; in de wind, halve wind, ruime wind, voor de wind.
De hoek die een schip kan varen ten opzichte van de windrichting is afhankelijk van de schijnbare wind. Dit is de werkelijke wind plus de tegenwind door de snelheid van het schip. Moderne zeiljachten kunnen wel in een hoek van 30° ten opzichte van de schijnbare wind varen. Door de snelheid van dit soort schepen is de hoek ten opzichte van de werkelijke wind vaak niet meer dan 50°.